# 2014年俄罗斯大奖赛
2014年俄羅斯大獎賽（英語：2014 Russian Grand Prix），官方名稱為2014年一級方程式賽車俄羅斯大獎賽（英語：2014 Formula 1 Russian Grand Prix），是一級方程式賽車在2014年10月12日舉辦的賽事。比賽總計53圈，將在位於俄羅斯克拉斯諾達爾邊疆區索契，一條建於2014年冬季奧林匹克運動會原址的全新賽道——索契賽道舉行。
這是2014年世界一級方程式錦標賽的第16場分站賽事，接續一周前位於鈴鹿的日本大獎賽，而後則是舉辦於美洲賽道的美國大獎賽。這是俄羅斯大獎賽在時隔一世紀後再度重返一級方程式賽車，同時也是自1950年成立錦標賽後，俄羅斯大獎賽首度舉辦世界一級方程式錦標賽。
梅賽德斯車隊的劉易斯·漢米爾頓從桿位起跑後贏得冠軍，且在整場賽事一路領先。他的隊友尼可·羅斯堡在一次計畫外的進站後，從落後一路追趕，最終獲得亞軍。威廉斯車隊的維爾特利·鮑達斯成功站上頒獎台，並在賽事的最後一圈寫下了最快單圈紀錄，而這也是這條賽道新的單圈紀錄。瑪魯西亞車隊在儒勒·比安奇於日本大獎賽發生事故後，於此站僅派出馬克斯·齊爾頓一輛賽車，使得排位上只有21輛賽車。
賽後梅賽德斯車隊在賽季剩下三場比賽的情況下提前獲得世界製造商冠軍，而漢米爾頓將他與羅斯堡的世界車手冠軍領先擴大至17分。鮑達斯的頒獎台成績使他在車手積分榜上超越了賽巴斯蒂安·維泰爾和費爾南多·阿隆索。

## 背景

### 籌備

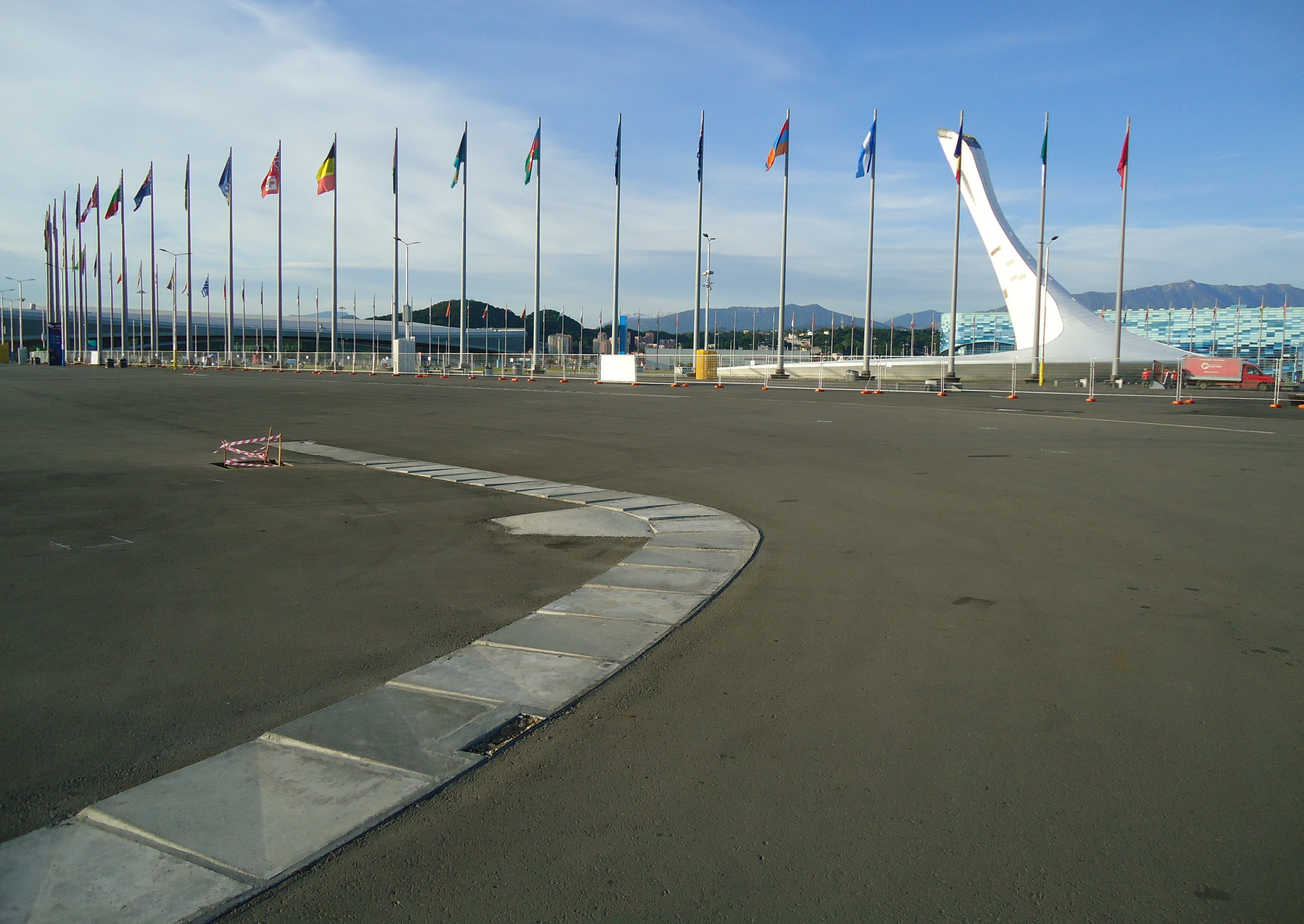
索契賽道建於索契的2014年冬季奧林匹克運動會場地。此為興建中的第5號彎，正對著索契獎牌廣場。

由於賽道興建於2014年冬季奧林匹克運動會場地的緣故，國際奧林匹克委員會表示擔心賽道的興建工程會打斷奧林匹克運動會的籌備，而若是比賽的籌備影響到了冬季奧林匹克運動會的進行，他們也有權將比賽延後至2015年；這也是首次有國際汽車聯盟之外的體育聯盟，在一場大獎賽中擁有如此的權力。然而，奧運會仍未受到影響如期舉行，國際奧委會也便沒有行使這項權力。國際汽聯賽事總監查理·懷汀在2014年比利時大獎賽的前一周視察了這條賽道，最終給予國際汽聯的最終核准章，使比賽如期舉行。
這條賽道在2014年9月舉辦了俄羅斯房車錦標賽的一場站賽事，以為大獎賽做預備。

### 爭議

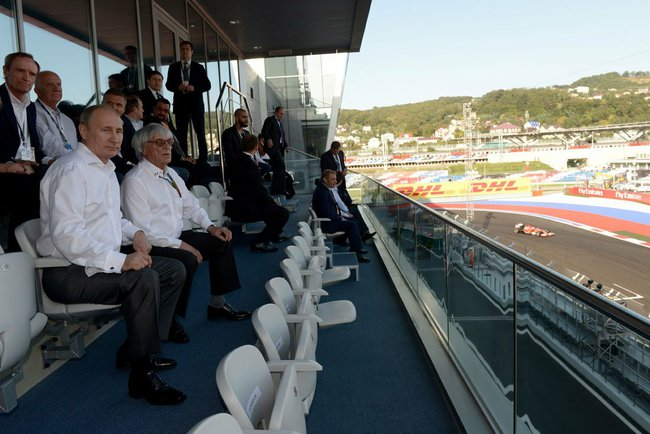
俄羅斯總統佛拉迪米爾·普丁（前排，左）與一級方程式管理公司執行長伯尼·埃克萊斯頓（前排，右）在大獎賽期間出席觀看。

自馬來西亞航空17號班機在2014年7月於烏克蘭東部被擊落後，有關俄羅斯參與這起事件的指控和俄羅斯在該國的軍事干預，使得英國保守黨要求一級方程式賽車中止這場賽事，以作為對俄羅斯政府的制裁，雖說這場比賽的成立是來自於當地政府的資金資持。而英國及德國的國會議員也對同是俄羅斯舉辦的2018年世界盃足球賽提出相同的建議。
紅牛車隊主席克里斯蒂安·霍納在回答關於這場賽事的問題——以及人道主義者關切歐洲大獎賽在亞塞拜然的復興所帶來的人權紀錄——時，拒絕提供任何看法，並指出國際汽聯有責任留意有關情況並採取相應行動；這點也受到梅賽德斯車隊董事托托·沃爾夫的支持。這項運動的商業權持有人執行長伯尼·埃克萊斯頓公開表示，他認為這場賽事無疑會在空難事件平定後舉辦，且這項運動也會與當前的政治爭論漸行漸遠。隨著俄羅斯面臨來自歐洲聯盟及美國擴張的經濟制裁，副總理德米特里·科扎克指出這場大獎賽不會受到制裁的影響，而比賽也會如期舉行。佛拉迪米爾·普丁和德米特里·科扎克兩者皆在比賽當日出席，普丁也上台頒發獎盃給奪冠車手。

### 墊場賽
GP2及GP3系列賽——一對為車手準備進入一級方程式賽車的次級錦標賽——也將首次來到這條賽道，作為這場大獎賽的墊場賽，且是2014年GP2及GP3錦標賽的倒數第二站。

## 賽事簡報

### 賽前

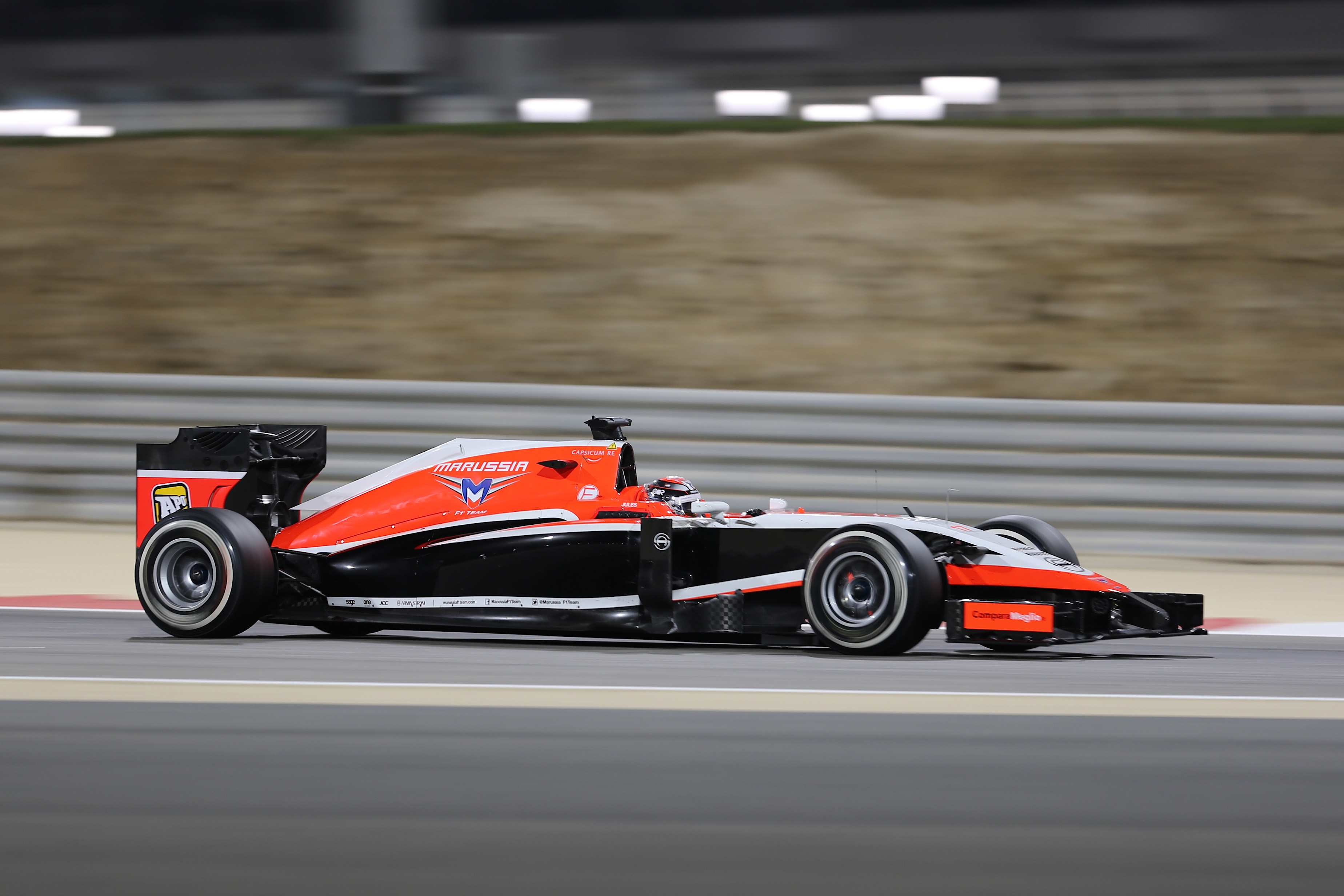
在儒勒·比安奇於比賽前一周的日本大獎賽發生事故後，瑪魯西亞車隊僅派出馬克斯·齊爾頓一輛瑪魯西亞MR03，照片攝於巴林大獎賽。

#### 瑪魯西亞參賽車手
瑪魯西亞車手儒勒·比安奇在日本大獎賽出示黃旗時，撞上一輛正在處理艾德里安·蘇蒂爾的薩伯的拖拉機，遭遇了嚴重的頭部損傷，使他無法參賽俄羅斯大獎賽。車隊根據國際汽聯的規定派出兩輛車，另一位是他們指派來頂替比安奇出賽這場賽事的測試及儲備車手亞歷山大·羅西。不過車隊在周五練習賽前獲得國際汽聯的批准，決定讓馬克斯·齊爾頓作為他們的唯一代表，不發出第二輛車，最終在發車位上總共有21輛車。車隊仍在整個比賽周末將比安奇的賽車放置於他的車庫，並將他的制服掛在牆上，以表示對他與他的家人的尊重。

#### 處罰
帕斯托·馬爾多納多因超出本季五組引擎的配額，在日本大獎賽受到十位罰退。然而，因為他的排位為第17位，因此他並無法採取完整的懲罰，若是如此他將會超出發車位上的22位及最後一位。在2014年賽季的新規則下，懲罰的剩餘部分將會移轉至俄羅斯大獎賽，也就是將自動罰退他五位。

#### 輪胎
輪胎供應商倍耐力宣布他們將提供各隊白色中性胎作為較硬的首選胎，以及黃色軟胎作為備選胎，以應付全新的賽道表面以及承受輪胎所受的高側向載荷，特別像是在4號彎，這是估計速度達到200每小時（120英里每小時）的一條細長半圓形彎角，也是今年一級方程式賽車賽曆中最長的一段彎道。

#### 減少空氣阻力系統
這條賽道共有兩塊減少空氣阻力系統區域。第一個偵測區位在起跑線與1號彎間，啟動區則位於彎角的頂點處。第二個偵測區位於賽道的長直道前，啟動區在10與11號彎間並在13號彎前終止。

### 自由練習賽
梅賽德斯車隊的尼可·羅斯堡於第一階段自由練習賽寫下最快圈速，隊友劉易斯·漢米爾頓以0.07秒之差屈居第二，之後是落後0.2秒的麥拉倫車隊車手詹森·巴頓。另外，威廉斯車隊的維爾特利·鮑達斯在設計用來將他的輪胎保持於最佳工作溫度的暖胎套失去作用後，損壞了他的輪胎，因此他僅做出有限的圈數。俄羅斯車手謝爾蓋·希洛金做出了他的一級方程式賽車處女秀，代替伊斯班·古鐵雷斯為薩伯車隊出賽。他最終排在第17位，比羅斯堡慢上2.5秒，在薩伯隊友艾德里安·蘇蒂爾之後0.4秒。羅伯托·梅里也參與這次的練習賽，頂替卡特漢姆車隊的小林可夢偉，這是他本季為該隊的第三次亮相。
梅賽德斯車隊在第二階段自由練習賽再度居於領先地位，比後方的凱文·馬格努森和法拉利車隊的費爾南多·阿隆索快上0.8秒。羅斯堡雖然在最後一圈犯了一個錯誤，無法將他的成績再往上推進，但他最終仍排在第4名。漢米爾頓在第三階段自由練習賽再次成為最快的車手，比羅斯堡快上0.3秒，之後屈居第三的則是鮑達斯。許多車手在模擬排位賽圈時遇上了麻煩，最顯著的則是馬格努森，他壓過路緣石跑出賽道後損壞了懸吊；而漢米爾頓在倒數第二彎發生打滑，差點便撞上牆。帕斯托·馬爾多納多在他的動能回收系統失效後，便無法做出圈速。在GP2和GP3系列賽墊場賽的練習與排位賽的幫助下，賽道狀況使車手的速度在排位賽前能較比賽周末剛開始時快上3.5秒。
在第一天的賽事後，官方在這條賽道做了一些改變，包括於第2－3號彎處的緩衝區增設減速帶，以阻止車手刻意跑出賽道以較快的速度進入第4號彎。維修道限速也從80每小時（50英里每小時）下修至60每小時（37英里每小時），以解決對狹窄的維修站入口及彎角的擔憂。

## 賽事結果

### 排位賽成績
| 名次               | 車號 | 車手              | 車隊              | 第一階段 | 第二階段 | 第三階段 | 發車位 |
| ------------------ | ---- | ----------------- | ----------------- | -------- | -------- | -------- | ------ |
| 1                  | 44   | 劉易斯·漢米爾頓   | 梅賽德斯          | 1:38.759 | 1:38.338 | 1:38.513 | 1      |
| 2                  | 6    | 尼可·羅斯堡       | 梅賽德斯          | 1:39.076 | 1:38.606 | 1:38.713 | 2      |
| 3                  | 77   | 維爾特利·鮑達斯   | 威廉斯-梅賽德斯   | 1:39.125 | 1:38.971 | 1:38.920 | 3      |
| 4                  | 22   | 簡森·巴頓         | 麥拉倫-梅賽德斯   | 1:39.560 | 1:39.381 | 1:39.121 | 4      |
| 5                  | 26   | 丹尼爾·科維亞特   | 紅牛二隊-雷諾     | 1:40.074 | 1:39.296 | 1:39.277 | 5      |
| 6                  | 20   | 凱文·馬格努森     | 麥拉倫-梅賽德斯   | 1:39.735 | 1:39.022 | 1:39.629 | 111    |
| 7                  | 3    | 丹尼爾·里卡多     | 紅牛-雷諾         | 1:40.519 | 1:39.666 | 1:39.635 | 6      |
| 8                  | 14   | 費爾南多·阿隆索   | 法拉利            | 1:40.255 | 1:39.786 | 1:39.709 | 7      |
| 9                  | 7    | 奇米·雷克南       | 法拉利            | 1:40.098 | 1:39.838 | 1:39.771 | 8      |
| 10                 | 25   | 若-埃里克·沃尼    | 紅牛二隊-雷諾     | 1:40.354 | 1:39.929 | 1:40.020 | 9      |
| 11                 | 1    | 賽巴斯蒂安·維泰爾 | 紅牛-雷諾         | 1:40.382 | 1:40.052 |          | 10     |
| 12                 | 27   | 尼克·胡肯伯格     | 印度力量-梅賽德斯 | 1:40.273 | 1:40.058 |          | 172    |
| 13                 | 11   | 塞吉歐·培瑞茲     | 印度力量-梅賽德斯 | 1:40.723 | 1:40.163 |          | 12     |
| 14                 | 21   | 伊斯班·古鐵雷斯   | 薩伯-法拉利       | 1:41.159 | 1:40.536 |          | 13     |
| 15                 | 99   | 艾德里安·蘇蒂爾   | 薩伯-法拉利       | 1:40.766 | 1:40.984 |          | 14     |
| 16                 | 8    | 羅曼·格羅斯讓     | 蓮花-雷諾         | 1:42.526 | 1:41.397 |          | 15     |
| 17                 | 9    | 马库斯·埃里克松   | 卡特漢姆-雷諾     | 1:42.648 |          |          | 16     |
| 18                 | 19   | 費利佩·馬薩       | 威廉姆斯-梅賽德斯 | 1:43.064 |          |          | 18     |
| 19                 | 10   | 小林可夢偉        | 卡特漢姆-雷諾     | 1:43.166 |          |          | 19     |
| 20                 | 13   | 帕斯托·馬爾多納多 | 蓮花-雷諾         | 1:43.205 |          |          | 203    |
| 21                 | 4    | 馬克斯·齊爾頓     | 瑪魯西亞-法拉利   | 1:43.649 |          |          | 214    |
| 107%時間：1:45.672 |      |                   |                   |          |          |          |        |
| 來源：             |      |                   |                   |          |          |          |        |

註記：
- ^1 ——凱文·馬格努森、尼克·胡肯伯格與馬克斯·齊爾頓皆因更換變速箱而受罰退五位。[5][44]
- ^2 ——帕斯托·馬爾多納多因未完成在日本大獎賽超出本賽季五組引擎組件配額的罰則，需再接受剩餘的五位罰退。[34]接著，他在排位賽後因更換變速箱，再接受另外的五位罰退。[5]

### 正賽成績

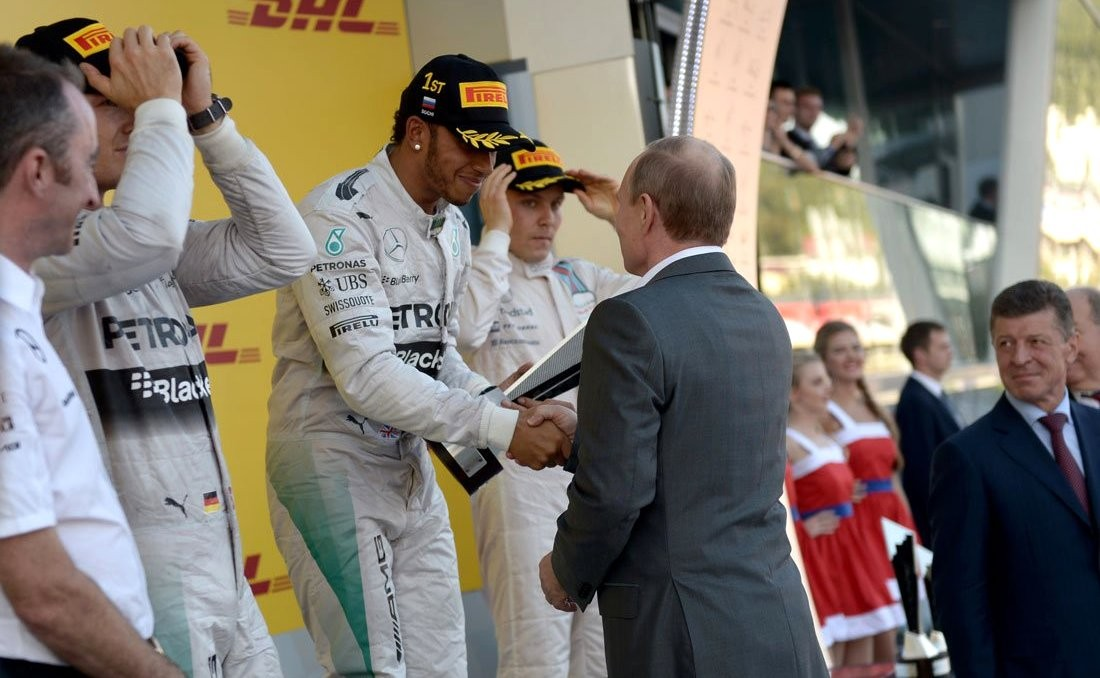
俄罗斯联邦总统普京向冠军汉密尔顿颁发奖杯

| 名次   | 車號 | 車手              | 車隊              | 圈數 | 時間/退賽   | 發車位 | 積分 |
| ------ | ---- | ----------------- | ----------------- | ---- | ----------- | ------ | ---- |
| 1      | 44   | 劉易斯·漢米爾頓   | 梅賽德斯          | 53   | 1:31:50.744 | 1      | 25   |
| 2      | 6    | 尼可·羅斯堡       | 梅賽德斯          | 53   | +13.657     | 2      | 18   |
| 3      | 77   | 維爾特利·鮑達斯   | 威廉斯-梅賽德斯   | 53   | +17.425     | 3      | 15   |
| 4      | 22   | 詹森·巴頓         | 麥拉倫-梅賽德斯   | 53   | +30.234     | 4      | 12   |
| 5      | 20   | 凱文·馬格努森     | 麥拉倫-梅賽德斯   | 53   | +53.616     | 11     | 10   |
| 6      | 14   | 費爾南多·阿隆索   | 法拉利            | 53   | +1:00.016   | 7      | 8    |
| 7      | 3    | 丹尼爾·里卡多     | 紅牛-雷諾         | 53   | +1:01.812   | 6      | 6    |
| 8      | 1    | 賽巴斯蒂安·維泰爾 | 紅牛-雷諾         | 53   | +1:06.185   | 10     | 4    |
| 9      | 7    | 奇米·雷克南       | 法拉利            | 53   | +1:18.877   | 8      | 2    |
| 10     | 11   | 塞吉歐·培瑞茲     | 印度力量-梅賽德斯 | 53   | +1:20.067   | 12     | 1    |
| 11     | 19   | 費利佩·馬薩       | 威廉姆斯-梅賽德斯 | 53   | +1:20.877   | 18     |      |
| 12     | 27   | 尼克·胡肯伯格     | 印度力量-梅賽德斯 | 53   | +1:21.309   | 17     |      |
| 13     | 25   | 若-埃里克·沃尼    | 紅牛二隊-雷諾     | 53   | +1:37.295   | 9      |      |
| 14     | 26   | 丹尼爾·科維亞特   | 紅牛二隊-雷諾     | 52   | +1圈        | 5      |      |
| 15     | 21   | 伊斯班·古鐵雷斯   | 薩伯-法拉利       | 52   | +1圈        | 13     |      |
| 16     | 99   | 艾德里安·蘇蒂爾   | 薩伯-法拉利       | 52   | +1圈        | 14     |      |
| 17     | 8    | 羅曼·格羅斯讓     | 蓮花-雷諾         | 52   | +1圈        | 15     |      |
| 18     | 13   | 帕斯托·馬爾多納多 | 蓮花-雷諾         | 52   | +1圈        | 21     |      |
| 19     | 9    | 马库斯·埃里克松   | 卡特漢姆-雷諾     | 51   | +2圈        | 16     |      |
| Ret    | 10   | 小林可夢偉        | 卡特漢姆-雷諾     | 21   | 煞車        | 19     |      |
| Ret    | 4    | 馬克斯·齊爾頓     | 瑪魯西亞-法拉利   | 9    | 懸掛        | 20     |      |
| 來源： |      |                   |                   |      |             |        |      |

## 記錄
在剩餘的場次中车队最多僅能獲得172分積分，而紅牛-雷諾在車队積分榜上落後目前的領先者梅賽德斯223分，正式宣告他們失去爭奪車队世界冠軍的資格，並終止他們四連冠的紀錄。梅賽德斯也因此提前三站獲得車隊世界冠軍，而這座冠軍也是他們作為廠隊以來的首座冠軍。

## 賽後排名
|        | 名次 | 車手              | 積分 |
| ------ | ---- | ----------------- | ---- |
|        | 1    | 劉易斯·漢米爾頓   | 291  |
|        | 2    | 尼可·羅斯堡       | 274  |
|        | 3    | 丹尼爾·里卡多     | 199  |
| 2      | 4    | 維爾特利·鮑達斯   | 145  |
| 1      | 5    | 賽巴斯蒂安·維泰爾 | 143  |
| 來源： |      |                   |      |

|        | 名次 | 車隊            | 積分 |
| ------ | ---- | --------------- | ---- |
|        | 1    | 梅賽德斯        | 565  |
|        | 2    | 紅牛-雷諾       | 342  |
|        | 3    | 威廉斯-梅賽德斯 | 216  |
|        | 4    | 法拉利          | 188  |
| 1      | 5    | 麥拉倫-梅賽德斯 | 143  |
| 來源： |      |                 |      |

- 註記：僅列出前五名。

## 腳註
1. ↑  儘管劉易斯·漢米爾頓在排位賽時寫下1:38.513的單圈時間，但維爾特利·鮑達斯的1:40.896圈速是在比賽條件下所設下的，因此他的時間被認為是單圈紀錄。

## 外部連結
| 上一場： 2014年日本大獎賽 | 2014年世界一级方程式锦标赛 | 下一場： 2014年美國大獎賽   |
| 上一屆： '                | 俄羅斯大獎賽               | 下一屆： 2015年俄羅斯大獎賽 |